# Ridge Racer (serie)
Ridge Racer (リッジレーサー?, Rijji Rēsā) è una serie di videogiochi creata nel 1993 da Namco. Il primo titolo, Ridge Racer, è stato realizzato su Namco System 22 e convertito per PlayStation l'anno seguente, in occasione del lancio della console Sony. Dalla sua introduzione sono stati pubblicati diversi capitoli per cabinati, console domestiche e portatili.

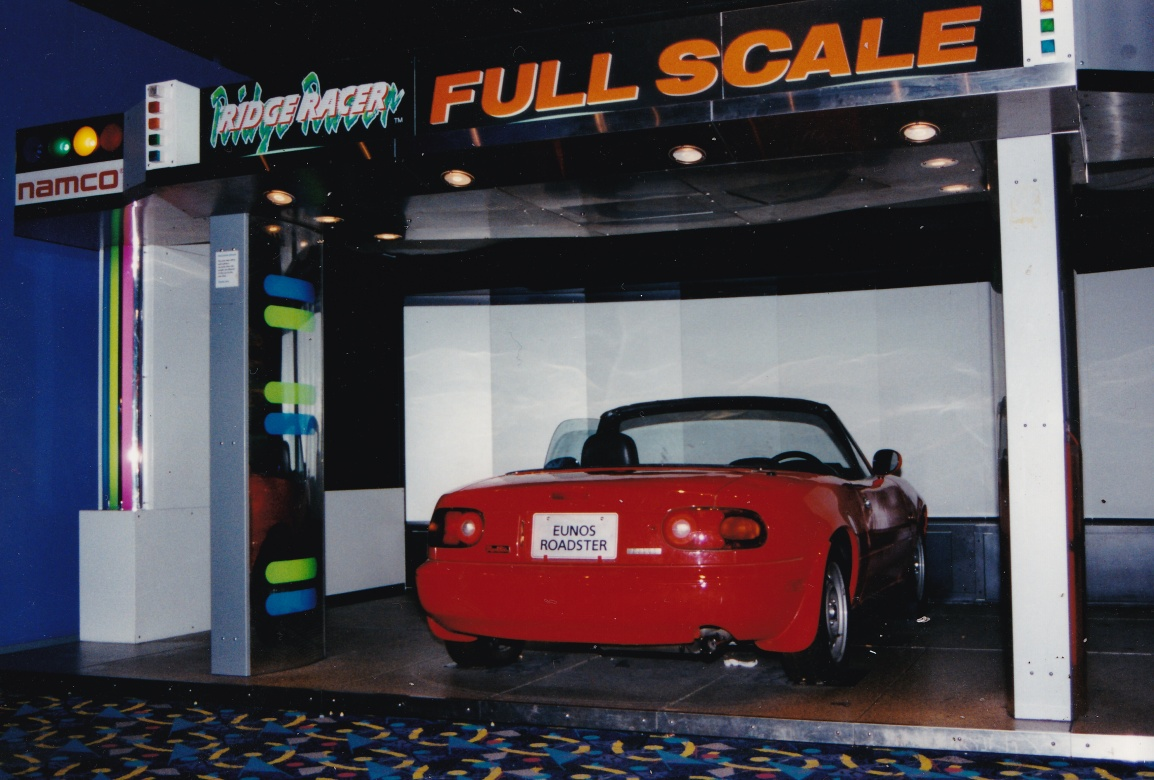
Ridge Racer Full Scale, versione arcade di Ridge Racer installata all'interno di una Eunos Roadster

La mascotte della serie è Reiko Nagase (永瀬麗子?), apparsa per la prima volta in Rave Racer. Sono inoltre molto presenti riferimenti a storici videogame prodotti da Namco.

## Videogiochi

### Arcade
- Ridge Racer (1993) per Namco System 22
- Ridge Racer 2 (1994) per Namco System 22, aggiornamento di Ridge Racer con supporto multigiocatore, remix della colonna sonora e aggiunta della visuale posteriore
- Rave Racer (1995) per Namco System 22
- Ridge Racer V: Arcade Battle (2001) per Namco System 246, versione arcade di Ridge Racer V

### Console

#### Domestiche
- Ridge Racer (1994) per PlayStation, conversione del primo capitolo della serie, titolo di lancio della console
- Ridge Racer Revolution (1995) per PlayStation, con la colonna sonora di Ridge Racer 2
- Rage Racer (1996) per PlayStation
- Ridge Racer Type 4 (1998) per PlayStation, pubblicato in America settentrionale come R4: Ridge Racer Type 4
- Ridge Racer 64 (2000) per Nintendo 64
- Ridge Racer V (2000) per PlayStation 2, titolo di lancio della console
- R: Racing (2003) per Nintendo GameCube, PlayStation 2 e Xbox, spin-off della serie
- Ridge Racer 6 (2005) per Xbox 360, titolo di lancio della console
- Ridge Racer 7 (2006) per PlayStation 3, titolo di lancio della console
- Ridge Racer Unbounded (2012) per PlayStation 3, Xbox 360 e Microsoft Windows

#### Portatili
- Ridge Racer DS (2004) per Nintendo DS, conversione di Ridge Racer 64
- Ridge Racer (2004) per PlayStation Portable, titolo di lancio della console
- Ridge Racer 2 (2006) per PlayStation Portable
- Ridge Racer Accelerated (2009) per iOS
- Ridge Racer 3D (2011) per Nintendo 3DS, titolo di lancio della console
- Ridge Racer (2011) per PlayStation Vita, titolo di lancio della console
- Ridge Racer Slipstream (2013) per Android e iOS
- Ridge Racer Draw & Drift (2016) per Android e iOS